# Рожер III (герцог Апулии)
Рожер III (итал. Ruggero III, 1118/1121 — 2 мая 1148, Салерно) — старший сын и предполагавшийся наследник Рожера II, короля Сицилийского королевства, и его первой жены Эльвиры Кастильской. Герцог Апулии с 1134 г. После 1140 г. фактический наместник отца на континенте.
Дата рождения Рожера III точно неизвестна — исследователи называют 1118—1121 гг. Вместе с отцом и следующим братом Танкредом Рожер принимал присягу верности от баронов Апулии на собрании в Мельфи 1129 г. После подавления очередного баронского мятежа Рожер II возвел сына в ранг герцога Апулии.
В последующие годы молодой герцог принимал участие в борьбе против мятежных баронов, возглавляемых Райнульфом Алифанским, которому во время вторжения в Южную Италию в 1137 г. император Лотарь II и папа Иннокентий II даровали титул герцога Апулии. 30 октября 1137 года сицилийские войска под командованием Рожера II были разбиты Райнульфом Алифанским при Риньяно, но молодому Рожеру III, несмотря на поражение отца, это сражение доставило славу храброго воина. Впрочем это поражение не имело политических последствий, и после смерти Райнульфа Алифанского (30 апреля 1139 г.) Рожер III при поддержке отца овладел своим герцогством.
Папа Иннокентий II, не признававший образования Сицилийского королевства, вторгся в Апулию и был разбит при Галуччо 22 мая 1139 года, причем папа попал в плен к Рожеру III. 25 мая 1139 года Иннокентий II признал Рожера II королём Сицилии, а Рожера III герцогом Апулии. В следующем 1140 году Рожер III присоединил к своим владениям княжество Гаэта.
В последующие годы Рожер III и его брат Альфонсо, князь Капуи, осуществляли набеги на территории Абруцци, расширяя тем самым территорию Сицилийского королевства. Иннокентий II и его ближайшие преемники не смогли противостоять братьям, медленно вытеснявшим пап из Абруцци. Уже после смерти Рожера III его брат Вильгельм I Злой по Беневентскому договору 18 июня 1156 года принудил папу Адриана IV признать завоеванные Рожером III земли в Абруцци частью Сицилийского королевства.
Рожер III был женат на Изабелле, дочери графа Тибо II Шампанского, но не оставил законных детей. От своей любовницы Эммы, дочери графа Лечче, Рожер III имел сына Танкреда (1135-20 февраля 1194), впоследствии короля Сицилии.
Рожер III умер 2 (по другим сведениям 12) мая 1148 года в Салерно. Так как он не оставил законных детей, титул герцога Апулии и права на престол Сицилийского королевства унаследовал его брат Вильгельм I Злой.